# Grand Prix de Waregem
Le Grand Prix de Waregem (ou GP Waregem) est une course cycliste belge disputée autour de Waregem, dans la province de Flandre-Occidentale, organisée jusqu'en 2011. Créé en 1980, c'était une épreuve amateure jusqu'en 2004. Il fait partie de l'UCI Europe Tour de 2005 à 2007, en catégorie 1.2.
Réservé aux coureurs de moins de 23 ans, la course était considérée comme la version d'À travers les Flandres réservée aux coureurs espoirs.

## Palmarès
| Année | Vainqueur            | Deuxième              | Troisième            |
| ----- | -------------------- | --------------------- | -------------------- |
| 1980  | Noël Segers          | Eddy Planckaert       | Luc Colijn           |
| 1981  | Dirk Demol           | Geert Dhondt          | Jean-Pierre Valepijn |
| 1982  | Etienne De Wilde     | Alain Lippens         | Robert Hendrickx     |
| 1983  | Johan Delathouwer    | Rudy Roels            | Danny Lippens        |
| 1984  | Nico Verhoeven       | Gino Lauwereys        | Cornelis Heeren      |
| 1985  | Yves Verlinden       | Marc Assez            | Jos van de Horst     |
| 1986  | Patrick Verplancke   | Paul Beirnaert        | Wilfried Peeters     |
| 1987  | Stephan Räkers       | Patrick Tolhoek       | Frank Francken       |
| 1988  | Marcel Wüst          | Jan Vervecken         | Pierre van Est       |
| 1989  | Mario Kummer         | Olaf Ludwig           | Uwe Raab             |
| 1990  | Martin Van Steen     | Raymond Meijs         | Dennis Overgaag      |
| 1991  | John den Braber      | Frank Francken        | Jan Erik Østergaard  |
| 1992  | Leon van Bon         | Erwin Thijs           | Eddy Vancraeynest    |
| 1993  | Yoeri Wandels        | Wim Vansevenant       | Ken Hashikawa        |
| 1994  | Marcel Vegt          | Lars Kristian Johnsen | Eddy Vancraeynest    |
| 1995  | Steven de Jongh      | Pascal Appeldoorn     | Gerard Kemper        |
| 1996  | Peter van der Velden | Christoph Roodhooft   | Goswin Laplasse      |
| 1997  | Johan Bruinsma (nl)  | Daniël van Elven      | Angelo van Melis     |
| 1998  | Nicolas L'Hôte       | Stefan Van Dijk       | Geoffrey Demeyere    |
| 1999  | Cedric Flasse        | Tom Serlet            | Torsten Nitsche      |
| 2000  | Stijn Devolder       | Roy Sentjens          | Rene Weissinger      |
| 2001  | Stijn Devolder       | Roy Sentjens          | Tom Boonen           |
| 2002  | Hans Dekkers         | Eric Baumann          | Giairo Ermeti        |
| 2003  | Andre Greipel        | Maurizio Biondo       | Moritz Veit          |
| 2004  | Wouter Weylandt      | Sebastien Minard      | Benjamin Vanherzeele |
| 2005  | Romain Fondard       | Tyler Farrar          | Alexandre Pichot     |
| 2006  | Jelle Vanendert      | Renaud Pioline        | Huub Duyn            |
| 2007  | Enrico Montanari     | Danilo Wyss           | Coen Vermeltfoort    |
| 2008  | Thomas De Gendt      | Jan Bakelants         | Marius Bernatonis    |
| 2009  | Cole House           | Jens Debusschere      | Jens Keukeleire      |
| 2010  | Thomas Chamon        | Arthur Vanoverberghe  | Zico Waeytens        |
| 2011  | Daniel McLay         | Sean De Bie           | Tom Van Asbroeck     |